# 牛尾氏 (下総国)
牛尾氏（うしおし）は、下総国牛尾郷（現在の千葉県香取郡多古町）を本拠とした氏族。

## 概要
牛尾氏は分かっている系譜だと胤善流牛尾氏と胤清流牛尾氏に分かれる。胤善流牛尾氏は『千学集抜粋』によると、小弓原氏原胤親の五男の原胤善の子・胤資が牛尾氏を名乗ったことにはじまる。また、同資料によると、胤善が仁戸名村（にへなむら、現在の千葉市中央区）の長である伯父・岡田善阿弥の所に遊山に行った際、自分の子に岡田氏の娘婿・深山左京之亮の娘を娶らせる約束を交わしたが、その子が7、8歳の時に胤善が屋形（原胤親か）の命令により討たれたため、驚いた岡田氏は遺児に危害が及ぶことを恐れて牛尾郷の福萬寺へ預け置いた。その後40～50年経った頃に、子供だったその人物は原胤房の命を受け召し出され、牛尾彦七郎と名乗ったという。しかし、それ以前にも『神代本千葉系図』は原朝房の曾孫として牛尾五郎泰親を載せており、胤資以前にも関東に牛尾を名乗る氏族がいたことを示している。また、胤資には3人の息子がおり、それぞれ牛尾氏を継承しているほか、胤資の長女は高城和泉守室となり、主に松戸市近辺を治めた下総高城氏とも関係を持っていたことが分かる。なお、当胤善竜牛尾氏の牛尾胤資の三男である牛尾三郎左衛門某は、本家とは別に仁戸名牛尾氏という分家を作り、この分家も2代までは続いていたことがわかっている。胤清流牛尾氏は小弓原胤清の次男・胤直が牛尾を名乗り、その子息の胤仲が継承している。

## 系譜
胤清流牛尾氏系図
| 小弓原胤清 |        |        |        |        |        |          |          |          |          |          |          |  |  |  |  |  |  |  |  |  |  |  |  |
|            |        |        |        |        |        |          |          |          |          |          |          |  |  |  |  |  |  |  |  |  |  |  |  |
|            |        |        |        |        |        |          |          |          |          |          |          |  |  |  |  |  |  |  |  |  |  |  |  |
| 原胤貞     | 原胤貞 | 原胤貞 | 原胤貞 | 原胤貞 | 原胤貞 | 牛尾胤直 | 牛尾胤直 | 牛尾胤直 | 牛尾胤直 | 牛尾胤直 | 牛尾胤直 |  |  |  |  |  |  |  |  |  |  |  |  |
| 原胤貞     | 原胤貞 | 原胤貞 | 原胤貞 | 原胤貞 | 原胤貞 | 牛尾胤直 | 牛尾胤直 | 牛尾胤直 | 牛尾胤直 | 牛尾胤直 | 牛尾胤直 |  |  |  |  |  |  |  |  |  |  |  |  |
|            |        |        |        |        |        | 胤仲     |          |          |          |          |          |  |  |  |  |  |  |  |  |  |  |  |  |